# مقاطعة هومبولت (نيفادا)
مقاطعة هومبولت (Humboldt County) هي مقاطعة تقع في ولاية نيفادا الأمريكية. في عام 2000، بلغ عدد السكان 16106 نسمة. حاضرتها الإقليمة هي مدينة وينيموكا.

## جغرافيا
طبقا لمكتب إحصاء السكان الأمريكي، المقاطعة لها مساحة كليّة تعادل 25014 كم2 (9658 ميل مربع)، منها 24988 كم2 (9648 ميل مربع) يابسة، و 26 كم2 (10 ميل مربع) ماء.

### المقاطعات المجاورة
- مقاطعة إلكو، نيفادا - شرق
- مقاطعة لاندير، نيفادا - جنوب الشرق
- مقاطعة بيرشينج، نيفادا - جنوب
- مقاطعة واشو، نيفادا - غرب
- مقاطعة هارني، أوريغون - شمال
- مقاطعة مالور، أوريغون - شمال
- مقاطعة أويهي، إداهو - شمال الشرق

### المدن
- دينيو
- غولكوندا
- ماكدرميت
- أوروفادا
- بارادايس فالي
- ستون هاوس
- فالمي
- وينيموكا